# دولورس کاکوانگو
دولورس کاکوانگو (انگلیسی: Dolores Cacuango; ۲۶ اکتبر ۱۸۸۱ – ۲۴ آوریل ۱۹۷۱) اهل اکوادور بود. او به ماما دولو معروف و پیشگام در مبارزه برای حقوق بومیان و کشاورزان در اکوادور بود. او در عرصه سیاسی برجسته بود و یکی از اولین فعالان فمینیسم بین دهه ۳۰ و ۶۰ اکوادور بود. در سال ۱۹۴۴ او «فدراسیون سرخ‌پوستان اکوادور» (Ecuatoriana de Indios (FEI)) را با کمک حزب کمونیست اکوادور تأسیس کرد.

## زندگی‌نامه
دولورس کاکوانگو در سال ۱۸۸۱ در سان پابلو اورکو در یک ملک فئودالی در نزدیکی کایامبه اکوادور به دنیا آمد. پدر و مادر او از بومیان بودند که به آنها «پیادگان» (peones concierto) می‌گفتند، کسانی که بدون دریافت دستمزد در املاک کار می‌کردند. او با پدر و مادرش بزرگ شد، به دلیل کمبود امکانات، به تحصیل دسترسی نداشت. هنگامی که پانزده ساله بود در خانه ارباب به عنوان خدمتکار خانه کار می‌کرد و از نابرابری بین شرایط زندگی بین ارباب و پیادگان تحت تأثیر قرار گرفت. دولورس هرگز خواندن و نوشتن را یاد نگرفت و این یکی از اولین دلایلی بود که او را تشویق کرد تا آموزش بومیان را بهبود بخشد. او اسپانیایی را در کیتو یادگرفت، جایی که در سن جوانی به عنوان خدمتکار خانه کار می‌کرد.

## فعالیت‌ها
در سال ۱۹۳۰، کاکوانگو یکی از رهبران اعتصاب تاریخی کارگران در مزارع در کایامبه بود. این اعتصاب نقطه عطفی برای بومیان و دهقانان در احقاق حقوقشان بود و بعدها موضوع یکی از رمان‌های خورخه ایکازا نویسنده اکوادوری (۱۹۳۴) شد.
در طول انقلاب مه ۱۹۴۴ در اکوادور، کاکوانگو شخصاً رهبری حمله به یک پایگاه نظامی دولتی را بر عهده داشت. او به همراه دوست و فعال مبارزاتی ترانسیتو آماگوانیا، فدراسیون بومیان اکوادور (FEI) را تأسیس کرد. این فدراسیون از سازمان‌های اولیه بود که مطالبه و مبارزه برای حقوق و جایگاه بومیان را به عهده گرفت.
درحالی‌که کاکوانگو هرگز آموزش رسمی دریافت نکرد، اما به همراهی دیگران به تأسیس اولین مدارس دو زبانه سرخ‌پوستان اقدام کرد. او با آگاهی از شرایط وحشتناکی که فرزندان مردم بومی در مدارس متحمل می‌شدند، در نهایت مدارس دو زبانه‌ای را تأسیس کرد که در آنها به دو زبان اسپانیایی و زبان بومی کچوا، تدریس می‌شد. او این مدارس را در سال ۱۹۴۵ در منطقه کایامبه تأسیس کرد. کاکوانگو پیشنهاد کرد که این مدارس به دانش‌آموزان خواندن به هر دو زبان را آموزش دهند. مدارس او به مدت ۱۸ سال کار کردند، اما حکومت نظامی در سال ۱۹۶۳ آنها را تعطیل کرد و آنها را کانونهای کمونیستی خواند.
کاکوانگو یک کمونیست برجسته بود و بخاطر فعالیت‌هایش مدتی را در زندان گذراند.

## مرگ و میراث
دولورس کاکوانگو، یا ماما دولو، نامی که دیگران او را با آن می‌شناختند، در سال ۱۹۷۱ درگذشت. پسرش، کاتوکومبا کاکوانگو، لوئیس (متولد ۱۹۲۴) از سال ۱۹۴۵ تا ۱۹۶۳ در مدرسه بومیان یاناهوایکو تدریس کرد، تا زمانی که حکومت نظامی مدارس را تعطیل کرد.
در سال ۱۹۸۸، وزارت آموزش و پرورش ضرورت بهبود آموزش مردم بومی اکوادور را تشخیص داد. مدیریت ملی آموزش بین فرهنگی دو زبانه نیز ایجاد شد. در یک تحقیقات پزشکی گونه‌ای از زنبور به نام او و به آن زبان بومی کاکوانگوی، cacuangoi نامگذاری شده‌است. در ۲۶ اکتبر ۲۰۲۰، گوگل سالروز تولد ۱۳۹ سالگی دولورس را با گوگل دودل جشن گرفت.